# Sphaenorhynchus prasinus
Sphaenorhynchus prasinus és una espècie de granota endèmica del Brasil.